# Uta Lindgren
Uta Lindgren (Chemnitz, 2 de marzo de 1941–16 de junio de 2017) fue una historiadora de la ciencia e historiadora de la tecnología alemana, experta en el Quadrivium medieval y la Geodesia y pionera de la Historia de la cartografía.

## Trayectoria
Lindgren nació en Chemnitz, en Alemania del Este y estudió en la Universidad de Friburgo. Allí se doctoró en 1969 sobre temas como el quadrivium y los primeros años del Papa Silvestre II. Posteriormente emigró a Alemania Occidental y en 1978 obtuvo una habilitación en la Universidad de Colonia, sobre la historia medieval de Barcelona. A continuación pasó a ser investigadora en la Universidad de Múnich.
Su trabajo sobre la historia de la cartografía comenzó a principios de la década de 1980. En 1985, publicó su primera obra sobre la geografía de Ptolomeo y un año después organizó un congreso sobre los mapas históricos de los Alpes. En 1987 ocupó una cátedra en la Universidad de Bayreuth a la que regresó en 2006. Sus publicaciones de este periodo incluyen trabajos sobre el conocimiento medieval de la forma de la Tierra, sobre las biografías y descubrimientos de cartógrafos medievales y renacentistas y una traducción de un cuaderno de viaje en español sobre Asia Central. Murió el 16 de junio de 2017.

## Reconocimientos
Lindgren fue elegida miembro de la Academia Internacional de Historia de la Ciencia, primero como miembro correspondiente en 1993 y como miembro de pleno derecho en 2005.
En 2020, fue incluida dentro del proyecto “Mujeres Investigadoras en los Archivos Estatales (1900-1970)” para la descripción archivística y creación de un micrositio específico en el Portal de Archivos Españoles (PARES), desarrollado entre 2020-2023. Este proyecto ha sido impulsado por la Subdirección General de Archivos Estatales, con el objetivo visibilizar la labor de investigación realizada en España por las mujeres en el intervalo 1900-1970 partiendo de los registros documentales que se conservan en los Archivos de Gestión de los AAEE del Ministerio de Cultura (el Archivo Histórico Nacional, el Archivo de la Corona de Aragón, el Archivo General de Simancas, el Archivo General de Indias, el Archivo de la Real Chancillería de Valladolid, el Archivo General de la Administración y el Centro de Información Documental de Archivos). 

## Obra
Entre los libros de Lindgren figuran:
- Gerbert von Aurillac und das Quadrivium, Untersuchungen zur Bildung im Zeitalter der Ottonen (Franz Steiner Verlag, 1976)[6]
- Bedürftigkeit — Armut — Not, Studien zur spätmittelalterlichen Sozialgeschichte Barcelonas (Spanische Forschungen der Görresgesellschaft, Aschendorff, 1980)[7][8][9]
- Mathemata: Festschrift fur Helmuth Gericke (edited with Menso Folkerts, Franz Steiner Verlag, 1985)[10][11]
- Alpenübergänge vor 1850, Landkarten — Straßen — Verkehr (edited, Franz Steiner Verlag, 1987)[12][13][14]
- Alexander von Humboldt, Weltbild und Wirkung auf die Wissenschaften (edited, Böhlau, 1990)[15][16]
- Europäische Technik im Mittelalter, 800 bis 1400, Tradition und Innovation, ein Handbuch (edited, Gebr. Mann, 1996)[17][18][19][20][21]
- Naturwissenschaft und Technik im Barock. Innovation, Repräsentation, Diffusion (edited, Böhlau, 1997)[22]